# Klefti
Klefti (grčki: κλέφτης / singular, κλέφτες / plural, = hajduk) su bili samozvani armatoli - paravojska koji su se kao hajduci borili protiv Osmanlija sve do do 19. st. Oni su uglavnom dolazili iz redova ratobornog planinskog stanovništva Grčke i Cipra.

## Etimologija
Riječi kleptomanija, kleptokracija kao i klefti imaju isti korijen u grčkom glagolu - κλέπτειν (kleptein) = krasti.

## Povijest
Kad su Osmanlije početkom 15. st. počeli prodirati na grčke teritorije, slobodarski nastrojeno stanovništvo povuklo se u teško prohodne planinske krajeve, koji Turcima nisu bili interesantni. Iz njihovih sela okupljali su se klefti, koji su po svemu nalikovali  hajducima. Oni su u planinu i bezakonje bježali iz straha od odmazde, dugova ili zbog neplaćanja poreza. U teško pristupačnim planinama bavili su se prepadima na rijetke putnike i krađama po dolinama u koje bi se iznenadno spuštali. 
Istovremeno s njima pojavili su se i armatoli, sastavljeni također od lokalnog kršćanskog stanovništva, koji su imali zadatak borbe protiv klefta.
Paradoksalno je da su mnogi klefti, postali armatoli kad bi stekli ugled kod osmanskih vlasti zbog svoje smionosti, ali su se isto tako mnogi armatoli, odmetnuli u klefte kad bi izgubili posao kao armatoli.
Za vrijeme Grčkog rata za nezavisnost (1821. – 1832.) brojni klefti zajedno s armatolima -  postali su jezgro grčkih borbenih snaga i tako postali nacionalni heroji.

## Klefti u narodnom pjesništvu
U Grčkoj postoji mnogo pjesama koje veličaju avanture klefta od 1453. do 1832., ipak najveći dio njih potječe iz 18. st.

## Poznati klefti
- Athanasios Diakos
- Markos Botsaris
- Nikitas Stamatelopoulos
- Dimitrios Makris
- Odysseas Androutsos
- Theodoros Kolokotronis
- Antonis Katsantonis

## Pogledajte i ove stranice
- Armatoli
- Hajduci

## Vanjske vpoveznice
- Armatole na portalu Encyclopædia Britannica